# André Trochut
André Trochut (Chermignac, 6 de novembre de 1931 - Geay, 4 d'agost de 1996) va ser un ciclista francès que fou professional entre 1956 i 1963. En acabar la seva vida professional continuà participant en curses com a individual fins al 1970.
Al llarg de la seva carrera aconseguí 6 victòries, entre elles una etapa al Tour de França, en la seva única participació en la cursa francesa.

## Palmarès
- 1957
  - Vencedor d'una etapa al Tour de França
  - Vencedor d'una etapa al Tour de l'Aude
- 1958
  - 1r al Premi de Gua
- 1959
  - 1r al Premi de Castillon-la-Bataille
  - 1r al Premi de Langon
- 1968
  - 1r al Premi de Saint-Aigulin

### Resultats al Tour de França
- 1957. Abandona (13a etapa). Vencedor d'una etapa

### Resultats a la Volta a Espanya
- 1958. Abandona (14a etapa)